# Sankt Dionysios Areopagitens kyrka
Sankt Dionysios Areopagitas kyrka (grekiska: Ναός Αγίου Διονυσίου Αρεοπαγίτη) är en grekisk-ortodox kyrkobyggnad belägen i hamnstaden Pireus i regionen Attika, i sydöstra Grekland.
Kyrkan är helgad åt Dionysios Areopagita.